# Сергеева-Клятис, Анна Юрьевна
Анна Юрьевна Сергеева-Клятис (род. 3 июля 1970, Москва) — израильский филолог, литературовед, доктор филологических наук, профессор Briva universitate; исследователь в Яд Вашем (Израиль).

## Биография
Родилась в Москве. Окончила филологический факультет МГПИ им. В. И. Ленина и аспирантуру ИМЛИ РАН по специальности «Русская классическая литература». В 2001 году защитила кандидатскую диссертацию на тему «Русский ампир и поэзия Константина Батюшкова». Специализируется на литературе пушкинского времени (центральная фигура изучения — Константин Батюшков), а также на литературном мире России начала XX века (Борис Пастернак). Участвовала в работе над 11-томным собранием сочинений Пастернака. В соавторстве с О. А. Лекмановым написала монографию о творчестве Иосифа Бродского.
Автор более 180 статей и публикаций о русской литературе XIX—XX веков. Участник многочисленных научных конференций.
Преподавала русскую литературу на факультете гебраистики и иудаики Государственной классической академии им. Маймонида.
С 2010 года преподавала в МГУ имени М.В. Ломоносова на кафедре литературно-художественной критики и публицистики факультета журналистики.
В 2014 году защитила докторскую диссертацию по теме «Поэзия Бориса Пастернака 1920-х годов в советской журналистике и критике русского зарубежья», издала книгу «Сумерки свободы» по материалам диссертации.
С 2015 по 2022 год выпустила около десяти книг о русской литературе и культуре.
В марте 2022 года эмигрировала в Израиль. В ноябре 2022 года в издательстве Бослен вышел первый том «Летописи жизни и творчества Б.Л. Пастернака» (совм. с Рахель Лихт). В настоящее время работает в Исследовательском центре Яд Вашем (Иерусалим), а также в Свободном университете (Briva universitate, Riga).

## Избранные публикации
- Русский ампир и поэзия Константина Батюшкова (2001)
- Сергеева-Клятис А. Ю., Лекманов О. А. «Рождественские стихи» Иосифа Бродского. — Тверь: ТвГУ, 2002. — 44 с.
- «Спекторский Б.Пастернака»: Замысел и реализация. М.: Совпадение, 2007 — 230 с. ISBN 978-5-903060-22-1
- Сергеева-Клятис А. Ю., Смолицкий В. Г. Москва Пастернака. М.: Совпадение, 2009 — 528 с. ISBN 978-5-903060-45-088
- Сергеева-Клятис А. Ю. «Батюшков» (ЖЗЛ) 2012
- Сергеева-Клятис А. Ю. Поэзия Бориса Пастернака 1920-х годов в советской журналистике и критике русского зарубежья. — М.: Факультет журналистики МГУ, 2013. — 340 с.
- Сергеева-Клятис А., Россомахин А. Флейта-позвоночник В.Маяковского: Комментированное издание. Статьи. Факсимиле. СПб: Издательство Европейского университета, 2015. 16 с. + 136 с. ISBN 978-5-94380-187-7.
- Сергеева-Клятис А. Ю. «Пастернак в жизни». — АСТ. Под редакцией Елены Шубиной. 2015 г. 544 с. Тираж 3.000 экз. ISBN 978-5-17-079047-0.
- Сергеева-Клятис А. Ю. Пастернак. (ЖЗЛ: Малая серия). Молодая гвардия, 2015. 364 с. ISBN 978-5-235-03776-2.